# Manchester United F.C. mùa bóng 1966–67
Mùa giải 1966-67 là mùa giải lần thứ 64 của Manchester United ở The Football League và mùa giải thứ 22 liên tiếp của đội bóng ở Giải hạng nhất Anh. United kết thúc mùa giải với chức vô địch lần thứ bảy trong lịch sử và lần thứ năm dưới sự quản lý của ngài Matt Busby nhưng đây là lần vô địch cuối cùng của United cho đến 26 năm tiếp theo.
Cầu thủ ghi bàn hàng đầu của Man United trong mùa giải này là tiền đạo Denis Law với 23 bàn thắng ghi được trong giải đấu và 25 bàn thắng ghi được trên mọi đấu trường.

## Hạng nhất Anh
| Thời gian                 | Đối thủ              | H/A | Tỷ số Bt-Bb | Cầu thủ ghi bàn                           | Số lượng khán giả |
| ------------------------- | -------------------- | --- | ----------- | ----------------------------------------- | ----------------- |
| 20 tháng 8 năm 1966       | West Bromwich Albion | H   | 5 – 3       | Law (2), Best, Herd, Stiles               | 41,343            |
| 23 tháng 8 năm 1966       | Everton              | A   | 2 – 1       | Law (2)                                   | 60,657            |
| 27 tháng 8 năm 1966       | Leeds United         | A   | 1 – 3       | Best                                      | 45,092            |
| 31 tháng 8 năm 1966       | Everton              | H   | 3 – 0       | Connelly, Foulkes, Law                    | 61,114            |
| 3 tháng 9 năm 1966        | Newcastle United     | H   | 3 – 2       | Connelly, Herd, Law                       | 44,448            |
| 7 tháng 9 năm 1966        | Stoke City           | A   | 0 – 3       |                                           | 44,337            |
| 10 tháng 9 năm 1966       | Tottenham Hotspur    | A   | 1 – 2       | Law                                       | 56,295            |
| 17 tháng 9 năm 1966       | Manchester City      | H   | 1 – 0       | Law                                       | 62,085            |
| 24 tháng 9 năm 1966       | Burnley              | H   | 4 – 1       | Crerand, Herd, Law, Sadler                | 52,697            |
| 1 tháng 10 năm 1966       | Nottingham Forest    | A   | 1 – 4       | Charlton                                  | 41,854            |
| 8 tháng 10 năm 1966       | Blackpool            | A   | 2 – 1       | Law (2)                                   | 33,555            |
| 15 tháng 10 năm 1966      | Chelsea              | A   | 1 – 1       | Law                                       | 56,789            |
| 29 tháng 10 năm 1966      | Arsenal              | H   | 1 – 0       | Sadler                                    | 45,387            |
| 5 tháng 11 năm 1966       | Chelsea              | A   | 3 – 1       | Aston (2), Best                           | 55,958            |
| 12 tháng 11 năm 1966      | Sheffield Wednesday  | H   | 2 – 0       | Charlton, Herd                            | 46,942            |
| 19 tháng 11 năm 1966      | Southampton          | A   | 2 – 1       | Charlton (2)                              | 29,458            |
| 26 tháng 11 năm 1966      | Sunderland           | H   | 5 – 0       | Herd (4), Law                             | 44,687            |
| 30 tháng 11 năm 1966      | Leicester City       | A   | 2 – 1       | Best, Law                                 | 39,014            |
| 3 tháng 12 năm 1966       | Aston Villa          | A   | 1 – 2       | Herd                                      | 39,937            |
| 10 tháng 12 năm 1966      | Liverpool            | H   | 2 – 2       | Best (2)                                  | 61,768            |
| 17 tháng 12 năm 1966      | West Bromwich Albion | A   | 4 – 3       | Herd (3), Law                             | 32,080            |
| ngày 26 tháng 12 năm 1966 | Sheffield United     | A   | 1 – 2       | Herd                                      | 42,752            |
| 27 tháng 12 năm 1966      | Sheffield United     | H   | 2 – 0       | Crerand, Herd                             | 59,392            |
| 31 tháng 12 năm 1966      | Leeds United         | H   | 0 – 0       |                                           | 53,486            |
| 14 tháng 1 năm 1967       | Tottenham Hotspur    | H   | 1 – 0       | Herd                                      | 57,366            |
| 21 tháng 1 năm 1967       | Manchester City      | A   | 1 – 1       | Foulkes                                   | 62,983            |
| 4 tháng 2 năm 1967        | Burnley              | A   | 1 – 1       | Sadler                                    | 40,165            |
| 11 tháng 2 năm 1967       | Nottingham Forest    | H   | 1 – 0       | Law                                       | 62,727            |
| 25 tháng 2 năm 1967       | Blackpool            | H   | 4 – 0       | Charlton (2), Law, own goal               | 47,158            |
| 3 tháng 3 năm 1967        | Arsenal              | A   | 1 – 1       | Aston                                     | 63,363            |
| 11 tháng 3 năm 1967       | Newcastle United     | A   | 0 – 0       |                                           | 37,430            |
| 18 tháng 3 năm 1967       | Leicester City       | H   | 5 – 2       | Aston, Charlton, Herd, Law, Sadler        | 50,281            |
| 25 tháng 3 năm 1967       | Liverpool            | A   | 0 – 0       |                                           | 53,813            |
| 27 tháng 3 năm 1967       | Fulham               | A   | 2 – 2       | Best, Stiles                              | 47,290            |
| 28 tháng 3 năm 1967       | Fulham               | H   | 2 – 1       | Foulkes, Stiles                           | 51,673            |
| 1 tháng 4 năm 1967        | West Ham United      | H   | 3 – 0       | Best, Charlton, Law                       | 61,308            |
| 10 tháng 4 năm 1967       | Sheffield Wednesday  | A   | 2 – 2       | Charlton (2)                              | 51,101            |
| 18 tháng 4 năm 1967       | Southampton          | H   | 3 – 0       | Charlton, Law, Sadler                     | 54,291            |
| 22 tháng 4 năm 1967       | Sunderland           | A   | 0 – 0       |                                           | 43,570            |
| 29 tháng 4 năm 1967       | Aston Villa          | H   | 3 – 0       | Aston, Best, Law                          | 55,782            |
| 6 tháng 5 năm 1967        | West Ham United      | A   | 6 – 1       | Law (2), Best, Charlton, Crerand, Foulkes | 38,424            |
| 13 tháng 5 năm 1967       | Stoke City           | H   | 0 – 0       |                                           | 61,071            |

| # | Câu lạc bộ        | Tr | T  | H  | B  | Bt | Bb | Hs  | Điểm |
| - | ----------------- | -- | -- | -- | -- | -- | -- | --- | ---- |
| 1 | Manchester United | 42 | 24 | 12 | 6  | 84 | 45 | +39 | 60   |
| 2 | Nottingham Forest | 42 | 23 | 10 | 9  | 64 | 41 | +23 | 56   |
| 3 | Tottenham Hotspur | 42 | 24 | 8  | 10 | 71 | 48 | +23 | 56   |

## FA Cup
| Thời gian           | Vòng đấu | Đối thủ      | H/A | Tỷ số Bt-Bb | Cầu thủ ghi bàn | Số lượng khán giả |
| ------------------- | -------- | ------------ | --- | ----------- | --------------- | ----------------- |
| 28 tháng 1 năm 1967 | Vòng 3   | Stoke City   | H   | 2 – 0       | Herd, Law       | 63,500            |
| 18 tháng 2 năm 1967 | Vòng 4   | Norwich City | H   | 1 – 2       | Law             | 63,409            |

## Football League Cup
| Thời gian           | Vòng đấu | Đối thủ   | H/A | Tỷ số Bt-Bb | Cầu thủ ghi bàn | Số lượng khán giả |
| ------------------- | -------- | --------- | --- | ----------- | --------------- | ----------------- |
| 14 tháng 9 năm 1966 | Vòng 2   | Blackpool | A   | 1 – 5       | Herd            | 15,570            |

## Thống kê mùa giải
| Vị trí | Tên cầu thủ      | League  | League       | FA Cup  | FA Cup       | League Cup | League Cup   | Tổng cộng | Tổng cộng    |
| Vị trí | Tên cầu thủ      | Số trận | Số bàn thắng | Số trận | Số bàn thắng | Số trận    | Số bàn thắng | Số trận   | Số bàn thắng |
| ------ | ---------------- | ------- | ------------ | ------- | ------------ | ---------- | ------------ | --------- | ------------ |
| GK     | Pat Dunne        | 0       | 0            | 0       | 0            | 1          | 0            | 1         | 0            |
| GK     | David Gaskell    | 5       | 0            | 0       | 0            | 0          | 0            | 5         | 0            |
| GK     | Harry Gregg      | 2       | 0            | 0       | 0            | 0          | 0            | 2         | 0            |
| GK     | Alex Stepney     | 35      | 0            | 2       | 0            | 0          | 0            | 37        | 0            |
| FB     | Shay Brennan     | 16      | 0            | 0       | 0            | 1          | 0            | 17        | 0            |
| FB     | Noel Cantwell    | 4       | 0            | 0       | 0            | 0          | 0            | 4         | 0            |
| FB     | Tony Dunne       | 40      | 0            | 2       | 0            | 1          | 0            | 43        | 0            |
| FB     | Bobby Noble      | 29      | 0            | 2       | 0            | 0          | 0            | 31        | 0            |
| HB     | Pat Crerand      | 39      | 3            | 2       | 0            | 1          | 0            | 42        | 3            |
| HB     | John Fitzpatrick | 3       | 0            | 0       | 0            | 0          | 0            | 3         | 0            |
| HB     | Bill Foulkes     | 33      | 4            | 1       | 0            | 1          | 0            | 35        | 4            |
| HB     | Nobby Stiles     | 37      | 3            | 2       | 0            | 1          | 0            | 40        | 3            |
| FW     | Willie Anderson  | 0(1)    | 0            | 0       | 0            | 0          | 0            | 0(1)      | 0            |
| FW     | John Aston, Jr.  | 26(4)   | 5            | 0       | 0            | 1          | 0            | 27(4)     | 5            |
| FW     | George Best      | 42      | 10           | 2       | 0            | 1          | 0            | 45        | 10           |
| FW     | Bobby Charlton   | 42      | 12           | 2       | 0            | 0          | 0            | 44        | 12           |
| FW     | John Connelly    | 6       | 2            | 0       | 0            | 1          | 0            | 7         | 2            |
| FW     | David Herd       | 28      | 16           | 2       | 1            | 1          | 1            | 31        | 18           |
| FW     | Denis Law        | 36      | 23           | 2       | 2            | 0          | 0            | 38        | 25           |
| FW     | Jimmy Ryan       | 4(1)    | 0            | 1       | 0            | 0          | 0            | 5(1)      | 0            |
| FW     | David Sadler     | 35(1)   | 5            | 2       | 0            | 1          | 0            | 38(1)     | 5            |
| –      | Bàn thắng riêng  | –       | 1            | –       | 0            | –          | 0            | –         | 1            |